# Нидеросла
Нидеросла (њем. Niederroßla) општина је у њемачкој савезној држави Тирингија. Једно је од 75 општинских средишта округа Вајмарер Ланд. Према процјени из 2010. у општини је живјело 1.142 становника. Посједује регионалну шифру (AGS) 16071063.

## Географски и демографски подаци
Нидеросла се налази у савезној држави Тирингија у округу Вајмарер Ланд. Општина се налази на надморској висини од 175 метара. Површина општине износи 5,8 km². У самом мјесту је, према процјени из 2010. године, живјело 1.142 становника. Просјечна густина становништва износи 196 становника/km².

## Међународна сарадња
| Мјесто     | Држава    | Врста сарадње | Од    |
| ---------- | --------- | ------------- | ----- |
| Рапид Сити | САД       | партнерство   | 1994. |
|            | Шведска   | партнерство   | 1994. |
|            | Француска | партнерство   | 1963. |
| Извор      |           |               |       |